# Diplothorax sangayi
Diplothorax sangayi là một loài bọ cánh cứng trong họ Cerambycidae.